# Floda kyrka, Dalarna
Floda kyrka är en kyrkobyggnad i Dala-Floda. Den är församlingskyrka i Floda församling i Västerås stift.

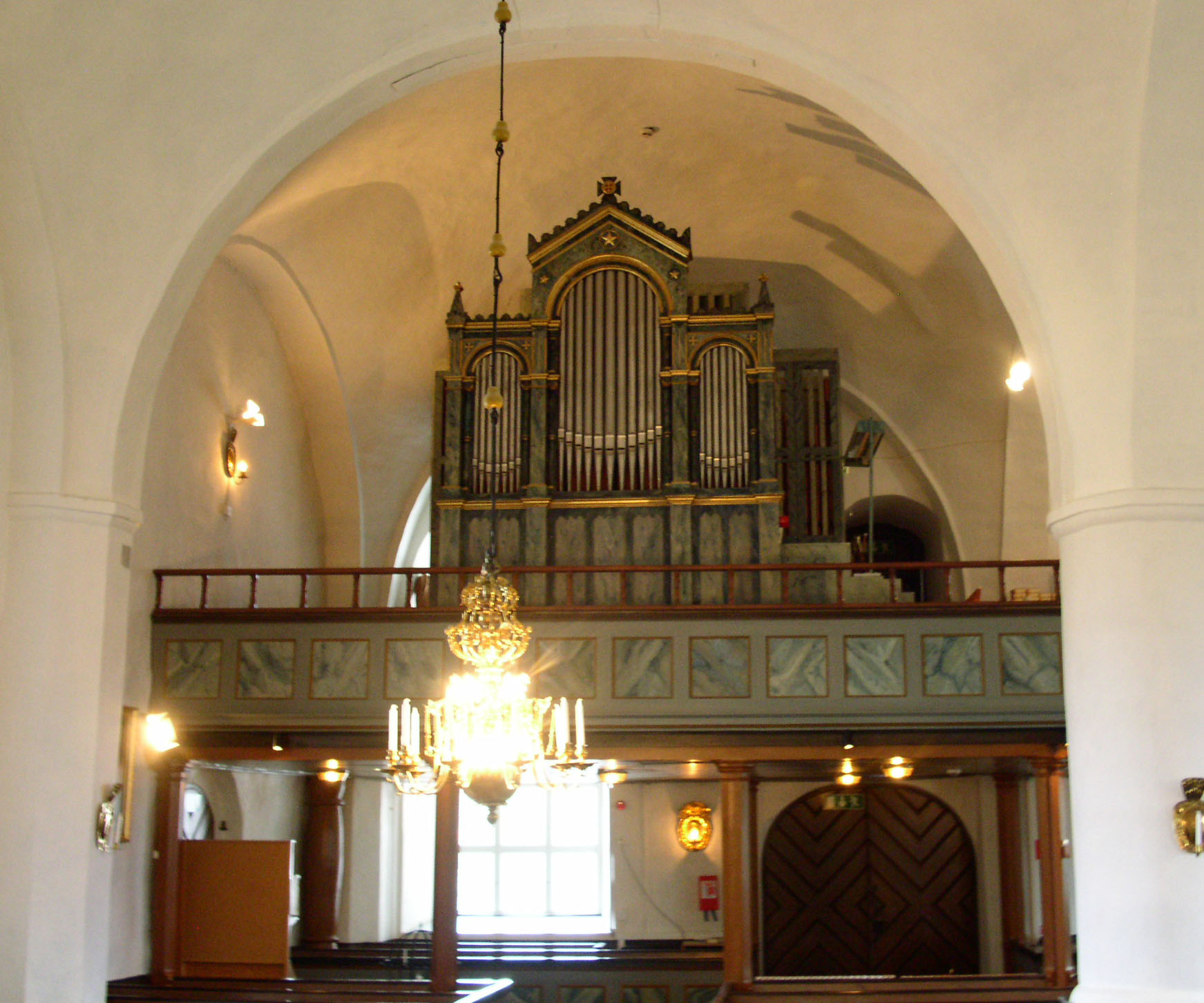
Kyrkans läktarorgel

## Kyrkobyggnaden
Första gången Floda kyrka omnämns är i en skriftlig källa från år 1332 och troligen är det ett träkapell som avses. Första stenkyrkan uppfördes troligen vid början av 1400-talet och bestod av ett rektangulärt långhus som var 13 meter långt och 7 meter brett. I norr fanns en vidbyggd sakristia och i söder ett vidbyggt vapenhus.
Sin nuvarande form, med två skepp, fick kyrkan vid en ombyggnad omkring år 1730. I praktiken revs medeltidskyrkan men delar av långhusets västra gavel och södra mur återanvändes. Kyrkans omfång fördubblades och murarna höjdes en meter. Åren 1734-1735 försågs det utvidgade kyrkorummets tak med kryssvalv. Golven belades med tegel. Åren 1735-1736 uppfördes sakristan norr om koret. Vid en ombyggnad 1797 tillkom kyrktornet som ersatte en tidigare klockstapel. Samtidigt fick långhuset sitt nuvarande brutna tak. En modernisering genomfördes på 1880-talet då golvet lades om och öppna bänkar sattes in. En omgestaltning genomfördes 1932 under ledning av Ärland Noreen med syfte att återskapa 1700-talets kyrkorum. Slutna bänkar sattes åter in och i vapenhuset lades ett nytt tegelgolv.

## Inventarier
- Predikstolen är tillverkad 1774 av sockenbon korpral Knipa. Förebild är predikstolen i Grangärde kyrka.
- Altartavlan är målad 1774 av Johan Iverus Bernhardi. Tavlan kröns av en förgylld strålsol och skildrar Jesu möte med Mose och Elia på förklaringsberget.
- Dopfunten av trä är från 1600-talet.

## Orglar
- Kyrkans första orgel med åtta stämmor tillverkades av Åkerman & Lund, Sundbybergs köping och installerades 1885. Orgeln hade 8 stämmor, en manual och bihängd pedal.
- År 1947 byggdes orgeln om helt  av Åkerman & Lund, Sundbybergs stad och orgelfasaden byggdes till på bredden. Orgeln fick då 27 stämmor, två manualer och pedal.

- Den nuvarande orgeln byggdes 1988 av A Magnussons Orgelbyggeri AB, Mölnlycke. Orgeln blev återigen blev mekanisk. Manualomfång: C-f3. Pedalomfång: C-f1

| Huvudverk I       | Svällverk II      | Pedal      | Koppel |
| Borduna 16´ B/D   | Rörflöjt 8´       | Subbas 16´ | I/P    |
| Principal 8´      | Salicional 8´     | Gedackt 8´ | II/P   |
| Flöjt Harmonik 8' | Principal 4'      | Oktava 4'  | II/I   |
| Gedackt 8'        | Ekoflöjt 4'       | Fagott 16' |        |
| Oktava 4'         | Flöjt 2'          |            |        |
| Kvinta 2 2/3'     | Mixtur III        |            |        |
| Oktava 2'         | Oboe 8'           |            |        |
| Trumpet 8'        | Crescendosvällare |            |        |

### Kororgel
- En orgel såldes hit efter 1920-talet av Oskar Lindbergs familj. Den var byggd 1869 av Gustaf Wilhelm Becker, Venjan för Åls kyrka. Den köptes på 1920-talet av Oskar Lindberg. Orgeln är mekanisk. 1985 renoverades orgeln av A. Magnussons Orgelbyggeri AB, Mölnlycke.

| Manual (C-e3)      |
| Principal 8'       |
| Gedackt 8'         |
| Vox Candida 4'     |
| Oktava 2' (från c) |

- Den nuvarande kororgel tillkom 1995.

### Diskografi
- Anton Lööw spelar på Dalaorglar : Leksands kyrka, Boda kyrka, Floda kyrka, Djura kyrka. 2MC. Wisa WISC 688. 1989.

### Webbkällor
- Kulturhistorisk karakteristik Floda kyrka
- anläggningspresentation
- Wikimedia Commons har media som rör Floda kyrka, Dalarna.